# Судас, Лариса Григорьевна
Лари́са Григо́рьевна Су́дас (род. 15 февраля 1952, Морозовск, Ростовская область, СССР) — российский социолог и социальный философ, доктор философских наук, профессор по кафедре социологии управления МГУ им. М. В. Ломоносова. Основное направление деятельности — массовое сознание и общественное мнение; социология науки; теория и методология социологии. Автор более 90 научных работ.

## Биография
Родилась 15 февраля 1952 года в городе Морозовск Ростовской области. Отец — Киселев Григорий Григорьевич (р. 1919) был военным офицером, мать — Киселева Людмила Федоровна (р. 1924), домохозяйка. В 1969 году окончила с золотой медалью среднюю школу города Богучар Воронежской области и в том же году поступила в МГУ им. М. В. Ломоносова.
Окончила с отличием философский факультет МГУ им. М. В. Ломоносова, затем аспирантуру там же. Защитила кандидатскую диссертацию «Массовое сознание и некоторые проблемы управления его формированием в условиях развитого социализма» (1978), а в 1996 году — докторскую диссертации на тему «Массовое сознание современного российского общества (философско-политологический аспект исследования)». С 1 июля 1992 года работает профессором на факультете государственного управления на кафедре социологии управления в МГУ им. М. В. Ломоносова. Также преподает на химическом, геологическом факультетах, ВМиК, ВШГА МГУ им. М. В. Ломоносова. Подготовила 9 кандидатов социологических наук. Руководила подготовкой дипломных работ более 30 выпускников ФГУ МГУ им. М. В. Ломоносова. Член диссертационного совета при МГУ имени М. В. Ломоносова (с 11 апреля 2012 по 31 августа 2017 г.) и диссертационного совета в МГИМО (Университете) МИД РФ (с 18 июля 2003 г. по настоящее время).
Член редколлегии журнала «Управление мегаполисом».
Выступает на научных конференциях в МГУ имени М. В. Ломоносова, РАН, МГИМО (У) МИД РФ, Общественной палате РФ, в том числе, как приглашённый докладчик,.

## Публикации
Ею опубликовано более 90 научных работ, в числе которых монографии, учебники, учебные пособия, циклы статей в научных, общественно-политических и ведомственных журналах по материалам проведенных исследований.